# Valencia (autonóm közösség)
Valencia autonóm közösség (katalánul Comunitat Valenciana vagy País Valencià, spanyolul Comunidad Valenciana vagy País Valenciano) egy autonóm közösség Spanyolország keleti részén. A Sénia és a Segura folyók között terül el 23 255 négyzetkilométeren, földközi-tengeri partvonala 518 kilométer hosszú. Lakosainak száma 4,5 millió (2004-es adat). Valencia irányítása alá tartoznak a Columbretes-szigetek (Illes Columbretes) és Nova Tabarca. Ezek a határok nagy mértékben a hajdani Valenciai Királyság határait tükrözik.
Valencia önrendelkezési törvénye kijelenti, hogy a hivatalos nyelvek a valenciai (katalán) és a kasztíliai (spanyol). Bár az 1978-as spanyol alkotmány kötelezi egész Spanyolország polgárait, hogy tudjanak spanyolul, a törvény a katalán nyelvnek speciális védett státuszt biztosít, az autonóm közösség „saját nyelveként” (llengua pròpia) hivatkozva rá. A lakosság tulajdonképpen katalán nyelvű, de az itteni nyelvet, bár ténylegesen nem különbözik a katalántól, hivatalosan valenciai nyelvnek nevezik.
Valencia gyökerei egészen a 13. században létrejött Valenciai Királyságig nyúlnak vissza. I. Hódító Jakab (1213-1276) vezette Valencia taifáinak katalán és aragón gyarmatosítását. Az újkori Spanyolország történetében az első kísérlet arra, hogy Valencia országa önálló önkormányzatot kapjon a második spanyol köztársaság idején történt, 1936-ban, de kitört a spanyol polgárháború, és a valenciai függetlenségi mozgalmat fel kellett függeszteni. Csak nemrég, a valenciai önrendelkezési törvény reformja után ismerték el Valenciát hivatalos nemzetiségnek.

## Népessége

### Urbanizáció
A Spanyol Statisztikai Hivatal 2019. januári adatai szerint 5 003 769 fő lakik a régióban, amivel a negyedik legnépesebb autonóm közösség az országban. A legnépesebb városai Valencia, Alicante, Elche és Castellón de la Plana.
Népessége alapvetően a Júcar, a Turia, a Segura és a Vinalopó folyók mentén húzódó, termékeny talajú vidékeken és a tengerparton levő kikötővárosokban koncentrálódik. A legfontosabb kulturális és történelmi városok Valencia, Alicante és Elche. Valencia a régió kulturális, történelmi, kereskedelmi központja, a Földközi-tenger 5. legfontosabb kikötővárosa. 
Alicante jelentős kikötőváros, turisztikai, kulturális központ, a Costa Blanca tengerparti terület legnagyobb városa, Elche pedig egyházi központ.

### Nagyvárosi övezetek
| Helyezés | Nagyvárosi övezet     | Tartomány | Népesség  |
| -------- | --------------------- | --------- | --------- |
| 1        | Valencia              | Valencia  | 1 705 742 |
| 2        | Alicante–Elche        | Alicante  | 785 020   |
| 3        | Castellón de la Plana | Castellón | 386 906   |
| 4        | Alzira–Xàtiva         | Valencia  | 348 582   |
| 5        | Benidorm–Villajoyosa  | Alicante  | 183 253   |

## Természetvédelem
Természeti parkok: 
Alicante tartomány:
- Carrascar de la Font Roja
- El Fondo
- Llacunes de la Mata i Torrevella
- Massís del Montgó
- Marjal de Pego-Oliva
- Penyal d’Ifach
- Salines de Santa Pola
- Serra Gelada
- Serra de Mariola

Castelló tartomány:
- Desert de les Palmes
- Prat de Cabanes-Torreblanca
- Serra Calderona
- Serra d’Espadà
- Serra d’Irta
- Illes Columbretes
- Tinença de Benifassà
- Parc Natural del Penyagolosa

Valencia tartomány:
- L’Albufera
- Marjal de Pego-Oliva
- Serra Calderona
- Serra Mariola
- Gorges del Cabriol
- Parc Natural de Xera - Sot de Xera
- Parc Natural del Túria
- Parc Natural de la Pobla de Sant Miquel

## Közigazgatás
Hagyományosan a területet comarcákra osztják, de 1883-ban, Spanyolország többi részével együtt, tartományokra is felosztották. Valencia 32 comarcából és három tartományból áll: Castellón, Valencia és Alacant.

### Tartományok
|                                 | Valencia autonóm közösség | Valencia autonóm közösség | Valencia autonóm közösség |
| ------------------------------- | --- | --- | --- |
| Tartomány neve                  | Alicante tartomány | Castellón tartomány | Valencia tartomány |
| Térkép                          | | | |
| Települések száma               | 141 | 135 | 265 |
| Központja                       | Alicante | Castelló de la Plana | Valencia |
| További jelentősebb települései | - Altea - Benidorm - Calp (Calpe) - Crevillent (Crevillente) - Dénia - Elx (Elche) - Elda - Xàbia (Jávea) - Jijona - Santa Pola - Torrevieja | - Benicarló - Benicàssim (Benicasim) - Borriana (Burriana) - Orpesa (Oropesa del Mar) - Vila-real (Villarreal) - Vinaròs (Vinaroz) | - L’Alcora (Alcora) - Burjassot - Cullera - Gandia - Xàtiva (Játiva) - Manises - Mislata - Ontinyent (Onteniente) - Paterna - Sagunt (Sagunto) - Torrent (Torrente) - Utiel |

### Járások

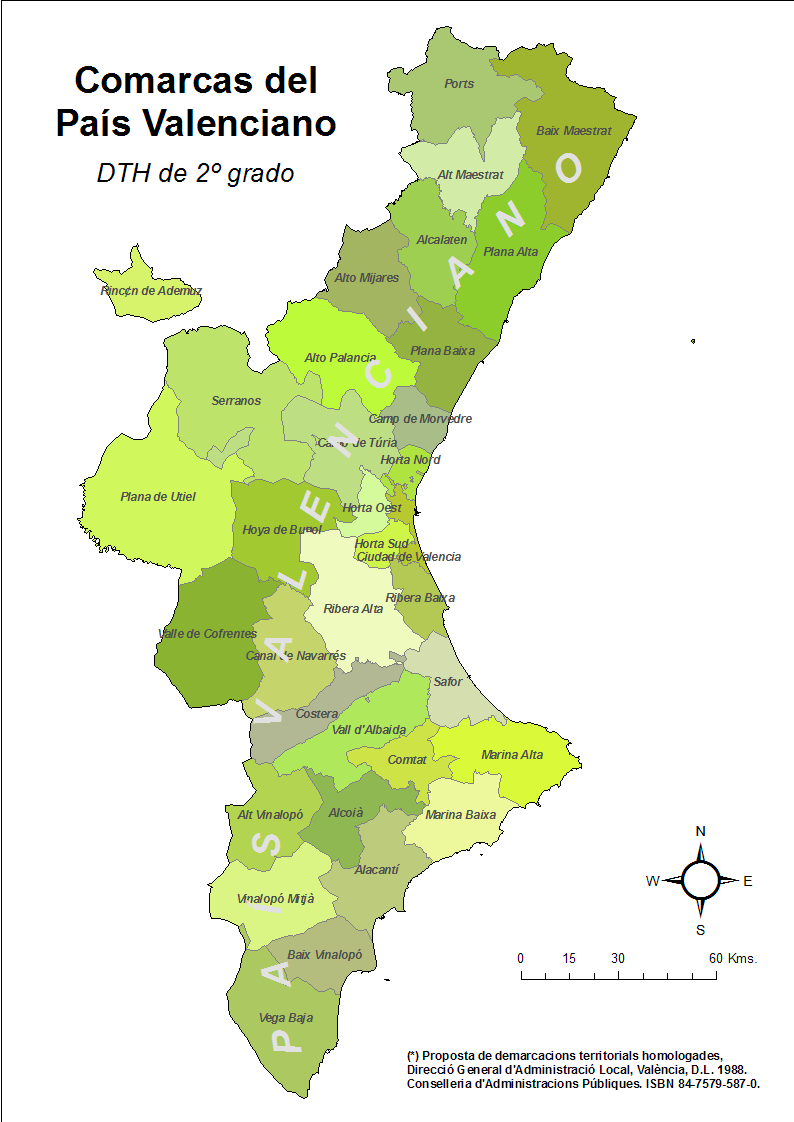
Valencia autonóm közösség járásai

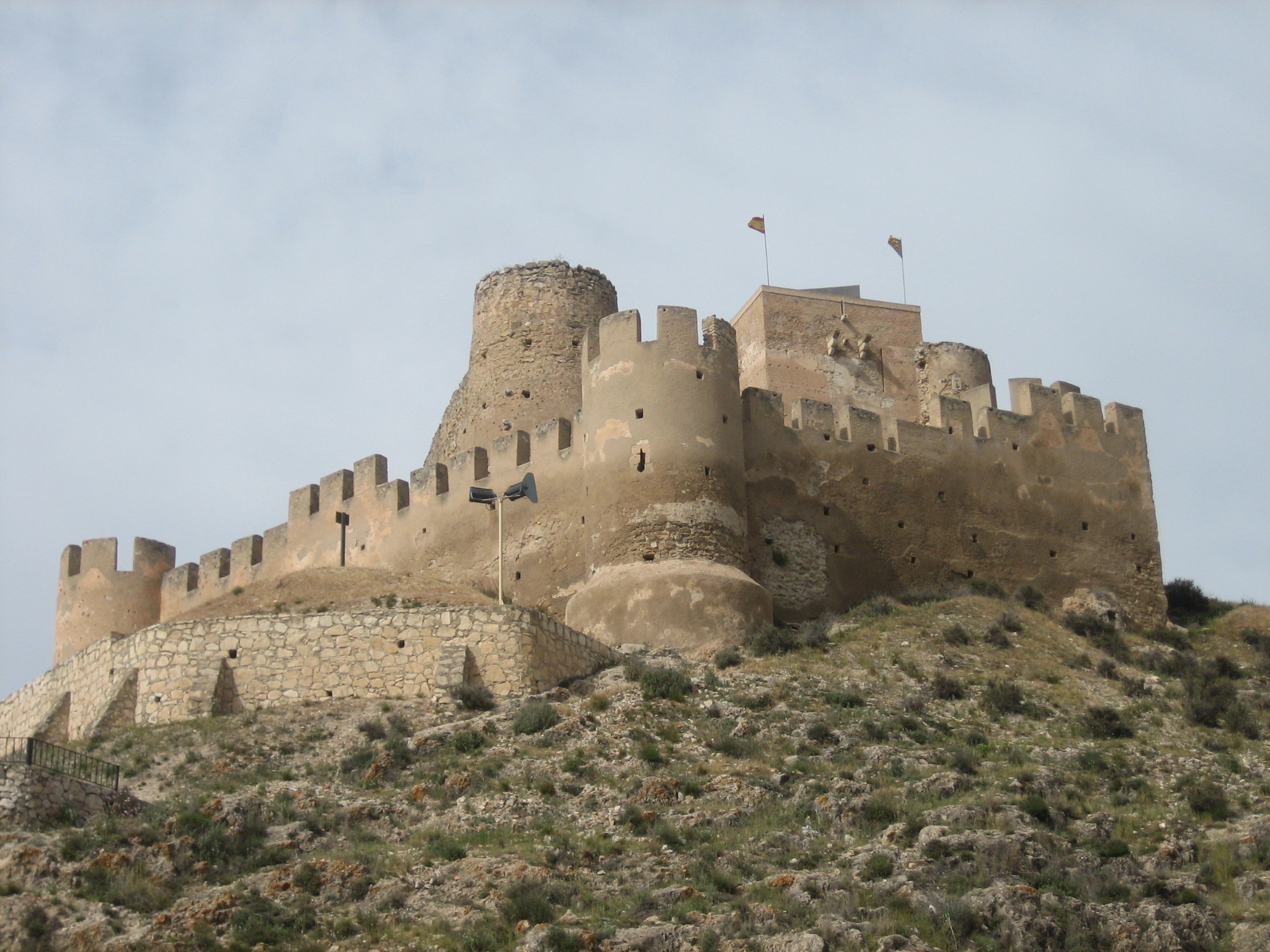
Biar vára

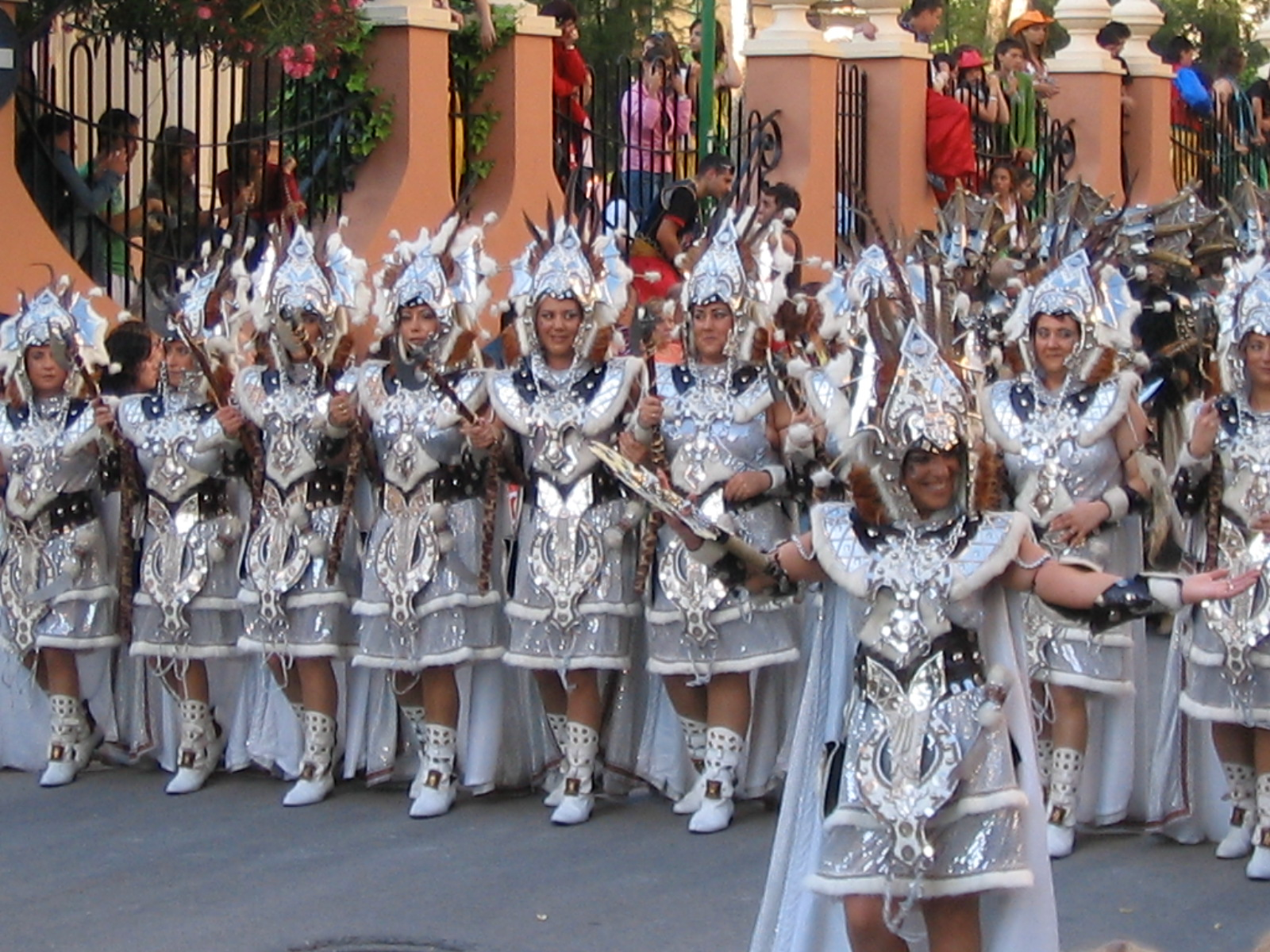
A mórok és keresztények fesztiválja

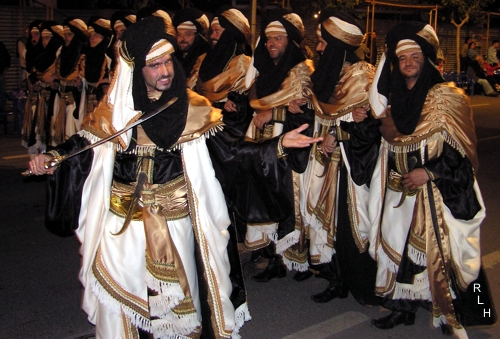
A mórok és keresztények fesztiválja

| Járás (comarca)                                                           | Lakosság (fő) | Terület (km²) | Népsűrűség (fő/km²) |
| ------------------------------------------------------------------------- | ------------- | ------------- | ------------------- |
| Alacantí                                                                  | 403 128       | 673,20        | 598,82              |
| Alcoià (Hoya de Alcoy)                                                    | 106 345       | 539,70        | 197,04              |
| Alcalatén                                                                 | 15 320        | 648,70        | 23,62               |
| Alt Maestrat (Alto Maestrazgo)                                            | 8127          | 662,90        | 12,26               |
| Alt Millars (Alto Mijares)                                                | 4060          | 667,40        | 6,08                |
| Alt Palància (Alto Palancia)                                              | 22 830        | 964,90        | 23,66               |
| Alt Vinalopó (Alto Vinalopó)                                              | 49 878        | 645,00        | 77,33               |
| Baix Maestrat (Bajo Maestrazgo)                                           | 69 371        | 1221,40       | 56,80               |
| Baix Segura (Vega Baja del Segura)                                        | 267 239       | 957,30        | 279,16              |
| Baix Vinalopó (Bajo Vinalopó)                                             | 248 350       | 489,20        | 507,67              |
| Camp de Morvedre (Campo de Morvedre)                                      | 74 992        | 271,10        | 276,62              |
| Camp de Túria (Campo de Turia)                                            | 106 482       | 814,90        | 130,67              |
| Canal de Navarrés                                                         | 16 997        | 709,30        | 23,96               |
| Comtat                                                                    | 26 072        | 376,40        | 69,27               |
| Costera                                                                   | 67 528        | 528,10        | 127,87              |
| Foia de Bunyol (Hoya de Buñol)                                            | 34 747        | 817,30        | 42,51               |
| Horta Nord (Huerta Norte)                                                 | 187 892       | 140,40        | 1338,26             |
| Horta Oest (Huerta Oeste)                                                 | 299 401       | 187,30        | 1598,51             |
| Horta Sud (Huerta Sur)                                                    | 142 741       | 165,70        | 861,44              |
| Marina Alta                                                               | 154 438       | 759,30        | 203,40              |
| Marina Baixa (Marina Baja)                                                | 147 039       | 578,80        | 254,04              |
| Plana Alta                                                                | 211 593       | 957,30        | 221,03              |
| Plana Baixa (Plana Baja)                                                  | 164 745       | 605,20        | 272,22              |
| Plana d’Utiel / Pla de Requena (Requena-Utiel)                            | 38 366        | 1725,90       | 22,23               |
| Ports (Los Puertos de Morella)                                            | 5191          | 903,90        | 5,74                |
| Racó d’Ademús / El Racó (Rincón de Ademuz)                                | 2814          | 370,10        | 7,60                |
| Ribera Alta                                                               | 207 030       | 1011,50       | 204,68              |
| Ribera Baixa (Ribera Baja)                                                | 76 559        | 280,36        | 273,07              |
| Safor                                                                     | 146 228       | 429,60        | 340,38              |
| Serrans (Los Serranos)                                                    | 17 128        | 1400,10       | 12,23               |
| València (Valencia)                                                       | 761 871       | 134,60        | 5660,26             |
| Vall d’Albaida (Valle de Albaida)                                         | 85 078        | 721,60        | 117,90              |
| Vall de Cofrents / Serrania d’Aiora (Valle de Cofrentes / Valle de Ayora) | 10 354        | 1141,20       | 9,07                |
| Vinalopó Mitjà (Vinalopó Medio)                                           | 155 479       | 798,60        | 194,69              |
| Összesen                                                                  | 4 326 708     | 3253,30       | 186,07              |

### Önkormányzatok
Önkormányzatainak (municipis/municipios) száma: 541.